# Néstor Montesdeoca Becerra
Néstor Vidal Montesdeoca Becerra SDB (El Pan; 29 de abril de 1957) es un eclesiástico católico ecuatoriano, vicario apostólico de Méndez desde 2008.

## Biografía
Néstor Vidal nació el 29 de abril de 1957, en el cantón ecuatoriano de El Pan.
Realizó su formación primaria en la escuela Nicanor Corral, y la secundaria en el Colegio Salesiano Orientalista de Cuenca.
Estudió Filosofía en el Instituto Superior Salesiano, en ese momento adscrito a la Pontificia Universidad Católica del Ecuador (hoy a la Universidad Politécnica Salesiana), donde obtuvo la licenciatura en Ciencias de la educación, con especialidad en Psicopedagogía.
Estudió Teología (1977-1980), en la Universidad Pontificia Salesiana. Luego, cursó el doctorado en Ciencias Teológicas y Sagrada Escritura en la misma institución.

### Vida religiosa
Ingresó en la Congregación de los Salesianos. Realizó la profesión solemne el 24 de mayo de 1982.
Su ordenación sacerdotal fue el 30 de agosto de 1986.
Como sacerdote desempeñó los siguientes ministerios:
- Profesor y consejero del Instituto Superior Salesiano de Quito (1986-1988).
- Consejero del Colegio Salesiano Card. Spellman (1988-1992).
- Miembro de la comunidad salesiana de Riobamba y profesor del Colegio Santo Tomás (1992-1993).
- Párroc de la misión de Limón (Méndez), y encargado de la Pastoral Juvenil en el Liceo Salesiano (1993-1995).
- Formador y vicario del Postnoviciado Salesiano de Quito, y profesor de la Universidad Politécnica Salesiana (1995-2000).
- Miembro de la comunidad salesiana El Girón y responsable de la Pastoral Juvenil del Colegio Salesiano Card. Spellman en Quito (2000-2003).[2]
- Director de la comunidad salesiana El Girón en Quito (2003-2006).
- Director de la comunidad salesiana de La Tola en Quito, responsable de las Unidades Educativas: Card. Spellman y Don Bosco de la Tola y el programa Chicos de la Calle en Quito (2006-2008).

### Episcopado
El 15 de abril del 2008, el papa Benedicto XVI lo nombró obispo titular de Cellae en Mauritania y vicario apostólico de Méndez. Fue consagrado el 21 de junio del mismo año, en la Catedral de Macas, a manos del arzobispo Giacomo Guido Ottonello. Tomó posesión canónica el mismo día de su ordenación.
Participó en la ceremonia de beatificación de Sor María Troncatti FMA, realizada en la Catedral de Macas, el 24 de noviembre del 2012, presidida por el cardenal Angelo Amato, entonces Prefecto de la Congregación para las Causas de los Santos, como delegado pontificio. En esa ocasión, Montesdeoca leyó, en nombre de la Iglesia local, la petición salesiana de inscripción de sor María en la lista de beatas.